# Grimbergen
Grimbergen és un municipi belga de la província de Brabant Flamenc a la regió de Flandes. Està compost per les seccions de Grimbergen, Beigem, Humbeek i Strombeek-Bever.

## Població
- 1990 : 31.944 habitants
- 1995 : 32.628 habitants
- 2000 : 32.930 habitants
- 2004 : 33.362 habitants
- 2005 : 33.571 habitants
- 2006 : 33.965 habitants
- 2007 : 34.320 habitants
- 2008 : 34.526 habitants

## Govern

### Llista dels senyors de Grimbergen
Senyors de Grimbergen

?-? : Johanna van der Aa.

?-1430 : Johanna van Boutershem.

?-1464 : Philippe de Glymes.

Barons de Grimbergen

1464-1474 : Philippe de Glymes.

1474-1486 : Jacques de Glymes.

...

?-1541 : Georges de Glymes.

1542-1571 : Frédéric de Glymes.

...

Comtes de Grimbergen

1625-1635 : Godefroy de Berghes.

1635-1670 : Eugène de Berghes.

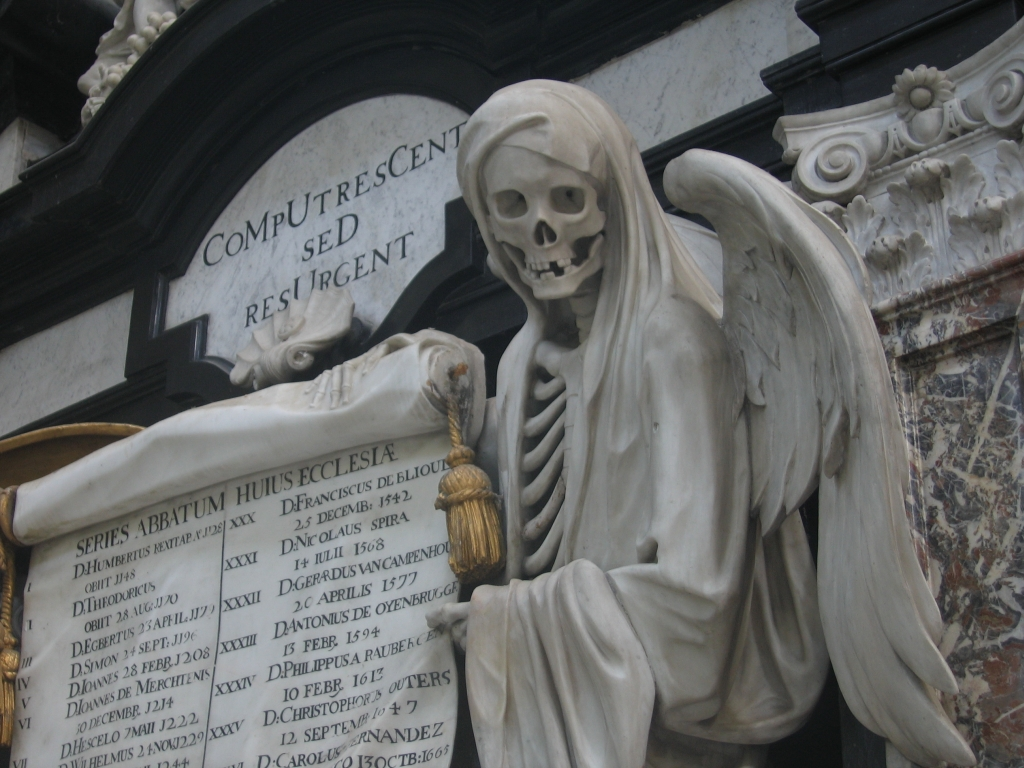
Mausoleu dels abats

1670-1704 : Philippe-François de Berghes.

Prínceps de Berghes, després de Grimberghe

1686-1704 : Philippe-François de Berghes.

1704-1720 : Alphonse-François-Dominique de Berghes.

1729-1740 : Louis-Joseph, comte d'Albert.

...

1777-1791 : Henri-Othon d'Ongnies de Mastaing.

1791-1842 : Marie-Josèphe d'Ongnies de Mastaing.

1842-1847 : comte Henri de Merode.

1847-1892 : comte Charles de Merode.

1892-1908 : comte Henri de Merode.

1908-1977 : (comte després) príncep Charles de Merode.

1977-1980 : príncep Xavier de Merode.

1980- : Charles-Guillaume de Merode.

### Burgmestres
- Augustin Graaf de Villers (1829-1949)
- Jean-François Timmermans (1850 - 1870)
- Graaf Cornet van Peissant (1870 - 1882)
- Notaris Désiré Kips (1882 - 1890)
- Anselmus (Anselm) Van Doorselaer (1890 - 1914)
- Theophiel Verhasselt (1914 - 1926)
- Jozef (Jos) Van Campenhout (1926 - 1958)
- Corneel Verbaanderd (1958 - 1964)
- August De Winter (1964 - 1970)
- Jozef Mensalt (1970 - 1991)
- Jean-Pol Olbrechts (1991 - 2000)
- Henri Maes (2001 - 2003)
- Eddy Willems (2003 -)

### Resultats a les eleccions municipals
| Partit    | 10-10-76 Percentatge | 10-10-82 Percentatge | 9-10-88 Percentatge | 9-10-94 Percentatge | 8-10-00 Percentatge | 8-10-06 Percentatge |
| --------- | -------------------- | -------------------- | ------------------- | ------------------- | ------------------- | ------------------- |
| CVP       | 47,0%                | 39,4%                | 40,9%               | 37,8%               | 30,6%               |                     |
| CD&V/N-VA |                      |                      |                     |                     |                     | 30,1%               |
| VB        |                      |                      | 3,6%                | 10,1%               | 13,5%               | 21,8%               |
| VLD       | 9,7%                 | 14,5%                | 13,9%               | 17,0%               | 19,8%               | 20,7%               |
| Sp.a      | 10,2%                | 10,6%                | 11,0%               |                     | 7,0%                |                     |
| GRAS      |                      |                      |                     | 13,1%               |                     |                     |
| GROENPRO  |                      |                      |                     |                     |                     | 14,2%               |
| Agalev    |                      | 7,9%                 | 8,5%                |                     | 10,1%               |                     |
| UF        |                      |                      |                     | 13,8%               | 12,8%               | 13,1%               |
| RB/GB     | 13,6%                | 12,2%                | 9,7%                |                     |                     |                     |
| VU        | 18,3%                | 14,6%                | 11,9%               | 7,4%                | 6,1%                |                     |
| PVDA      | 1,2%                 | 0,8%                 | 0,6%                | 0,8%                |                     |                     |

## Agermanaments
- Saalfelden